# Ван Мэн (художник)

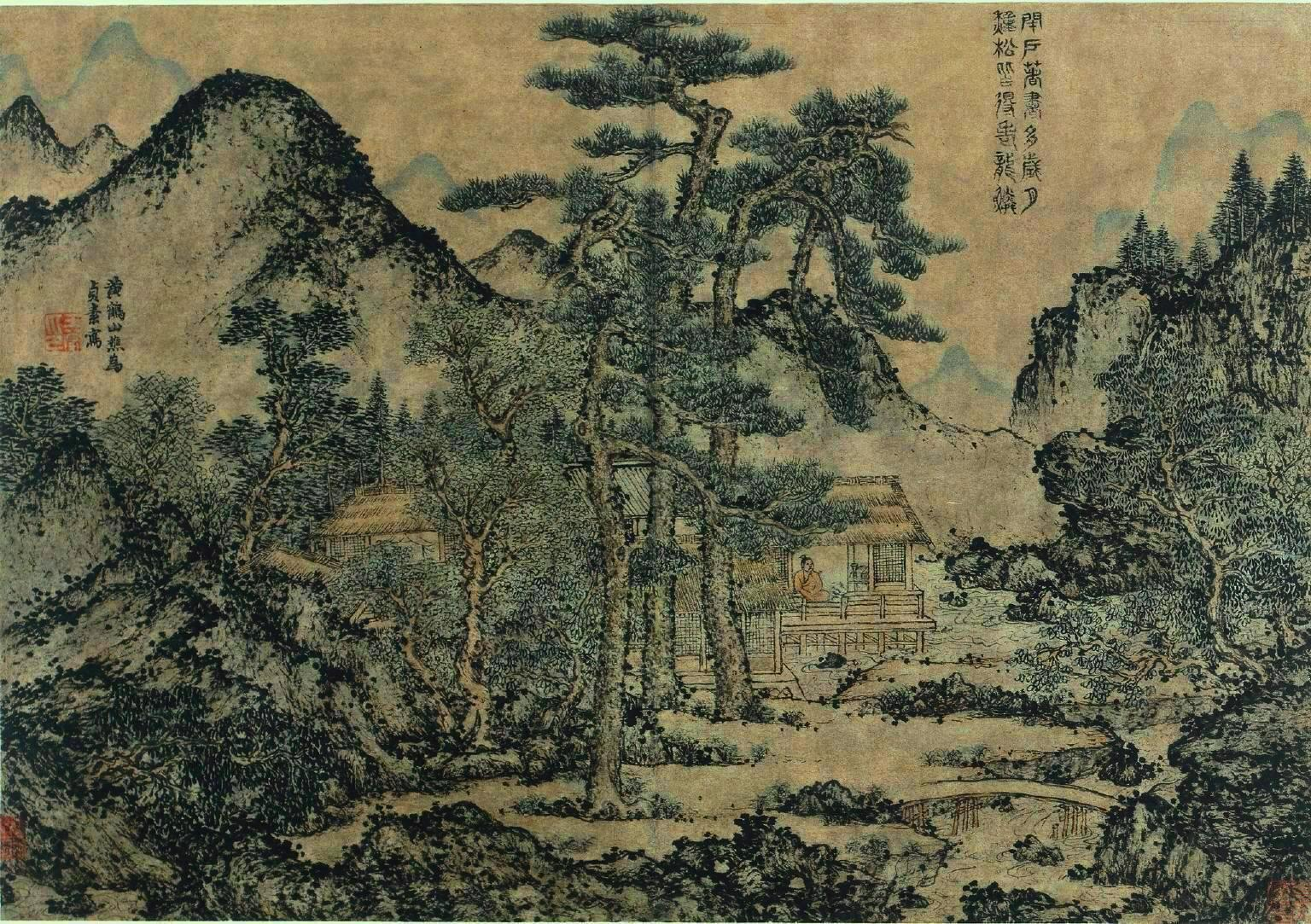
Ван Мэн. Пишущий книгу под соснами. Музей искусства, Кливленд

Ван Мэн (кит. упр. 王蒙, ок.1308 — 1385) — китайский художник и поэт.
Ван Мэн был самым младшим из «Четырёх великих мастеров эпохи Юань», куда, кроме него, потомками зачислены Хуан Гунван, Ни Цзань и У Чжэнь.

## Биография

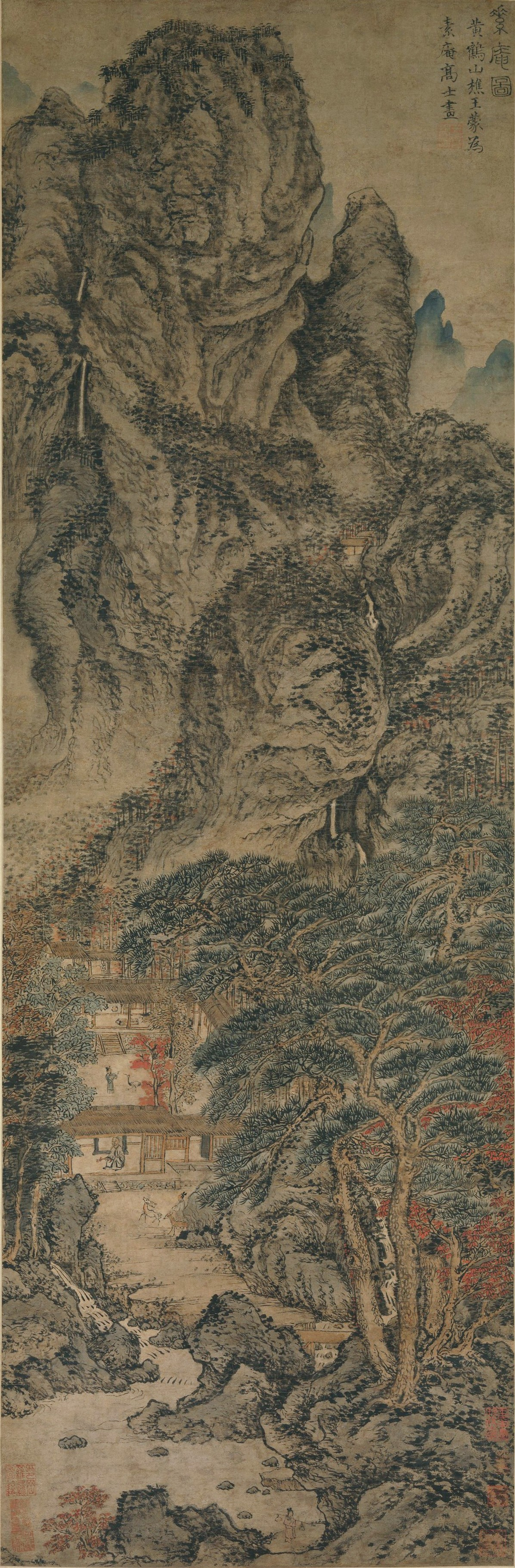
Ван Мэн. Скромное пристанище. Музей Метрополитен, Нью-Йорк.

Ван Мэн родился в 1308 году в Хучжоуском регионе (территория современного городского округа Хучжоу провинции Чжэцзян), в аристократической и артистической семье. Его мать была дочерью знаменитого художника и государственного деятеля юаньской эпохи Чжао Мэнфу, его отец — Ван Гоци (1285 — ?) тоже успешно занимался живописью и каллиграфией; художником был и его дядя Чжао Юн. Вполне вероятно, что первые уроки Ван Мэн получил от своего деда. Он был очень способным юношей, сохранились свидетельства, что в юном возрасте он сочинял стихи, писал хорошую каллиграфию и обладал великолепной памятью. Ван Мэн успешно сдал экзамены и последовал семейной традиции участия в официальной службе: в 1340-х годах он занимал невысокую административную должность. Однако восстание Красных повязок и потеря монголами контроля над Цзяннаньским регионом прервали его карьеру. Ван Мэн удалился от мира, и поселился в уединении на горе Жёлтого журавля (Хуанхао) к северу от Ханчжоу, название которой он вплёл в своё второе, студийное имя «Собиратель дров с горы Жёлтого журавля» (Хуанхао Шаньцяо). Затем в 1360-х годах он несколько лет провёл в Сучжоу, пока там у власти был предводитель Красных повязок Чжан Шичэн, и стал видной фигурой среди собравшихся в этом городе художников и поэтов.
После того, как в 1368 году была провозглашена империя Мин, и стало ясно, что реставрация исконно китайского правления вернёт всю старую конфуцианскую систему найма чиновников и продвижения их по службе в соответствии с заслугами, он занял пост губернатора провинции Шаньдун. Однако, подобно многим другим интеллектуалам, он стал жертвой преследований, распространявшихся на всех образованных людей со стороны первого минского императора Чжу Юаньчжана, который будучи человеком низкого происхождения, в прошлом — простым разбойником из Красных повязок, был крайне подозрительным к ним, и многих казнил, обвинив в заговорах. Ван Мэн, к сожалению, оказался одним из тех людей, кто в 1379 году собрался в доме премьер-министра Ху Вэйюна, чтобы посмотреть картины. Когда на следующий год Ху Вэйюн был обвинён в измене и казнён, Ван Мэн был арестован, по всей вероятности ошибочно. В тюрьме он в возрасте 77-и лет и скончался.

## Творчество

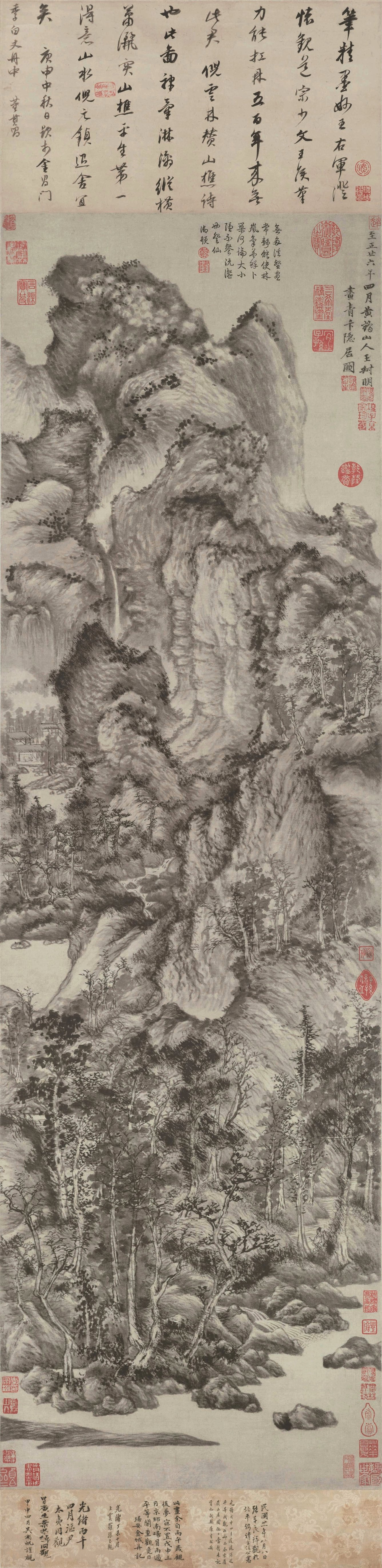
Ван Мэн. Жилище в горах Цинбянь. 1366 г. Музей Шанхая.

Ван Мэн писал в основном пейзажи и был выдающимся мастером этого жанра. В произведениях художника видно влияние его деда — Чжао Мэнфу и его дяди, Чжао Юна. Подобно многим юаньским учёным-художникам он не избежал влияния старых мастеров — Дун Юаня и Цзюйжаня, композиционные формулы которых он трансформировал в свой стиль. Ван Мэн также вполне успешно занимался живописью фигур. Шёлку он предпочитал бумагу, а самым близким из современников по духу (но не по стилю) для него был Ни Цзань. Стиль Ван Мэна не реалистичен, исследователи называют его экспрессионистическим, поверхности гор на его картинах часто драматически исковерканы, и словно бы пребывают в напряжении и вибрации.
Его свиток «Жилище в горах Цинбянь» (1366 г. Музей Шанхая) был написан для Чжао Линя, внука Чжао Мэнфу по мужской линии, то есть, двоюродного брата Ван Мэна. На нём изображена усадьба семейства Чжао в горах Цинбянь, расположенных к северу от их дома в Усине. По своему типу картина принадлежит к «пейзажу отшельничества». Ван написал несколько таких картин, в этой он следует композиционному приёму огораживания: жилище, средоточие безопасности и уюта, изображённое как несколько домиков (в середине слева) расположено в полузакрытом месте, а путь во внешний мир представлен в виде водного потока и дороги, по которой идёт человек с посохом. Однако, ясный подтекст картины, подразумевающий безопасность и уют, не соответствовал ни времени, ни месту её создания: когда Ван писал картину, войска Чжан Шичэна и Чжу Юаньчжана вели в этом районе ожесточённые бои, и уничтожили всё из принадлежавшего аристократии, что ещё не было затронуто войной. Должно быть, Ван Мэн попытался передать чувство утраты прежней идеальной жизни, придав картине бурный, турбулентный вид.
Работы такого типа являются дальними родственниками картин Дун Юаня X века и Го Си XI века, но в ещё большей мере северосунского монументального пейзажа, который позволял зрителю визуально присутствовать в упорядоченной вселенной, где всё взаимосвязано, ясно и понятно. Сохраняя все характерные черты такого пейзажа, Ван Мэн как бы вызывает у зрителя соответствующие ожидания, которые ту же решительно разбивает, применяя неестественный сдвиг света и тени, пространственные искажения и искривления, и сильную дестабилизацию всей земной поверхности. Его работа кистью полностью противоположна манере Ни Цзаня: мазки разнообразных форм плотно соседствующие или наложенные друг на друга, создают богатство объёмов; завивающиеся мазки придают картине беспокойный вид, передавая нервную энергию руки художника.

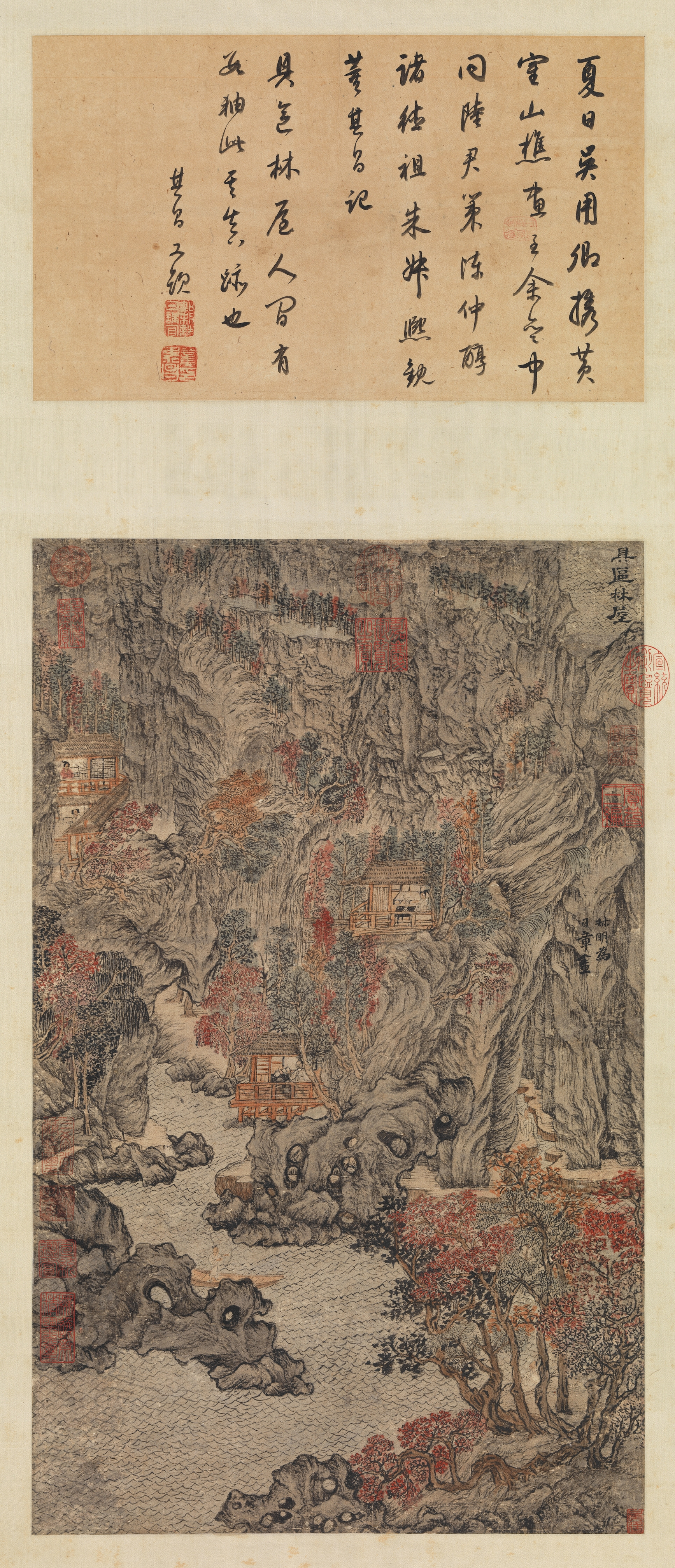
Ван Мэн. Лесная пещера в Цзюйцюе. Гугун, Тайбэй.

К этому же типу пейзажа примыкают две другие работы Ван Мэна — «Скромное пристанище» (ок. 1370г, Музей Метрополитен, Нью-Йорк) и прославленный свиток «Лесная пещера в Цзюйцюе» (Гугун, Тайбэй). Свиток из Нью-Йорка художник подписал следующим образом «Дровосек с горы Жёлтого журавля Ван Мэн написал это для возвышенного учёного из Скромного пристанища». Самого возвышенного учёного художник изобразил сидящим перед воротами пристанища с Волшебным грибом (линчжи) в руке; один слуга с двумя оленями возвращается из леса, другой слуга кормит журавля. Эта полная умиротворения сцена окружена величественным горным пейзажем, написанным в характерной нервной манере. Даосские благоприятствующие символы — гриб, журавль и олень вместе с архаическим изображением фигур и пристанища являются визуальным воплощением мечты о рае. Это не изображение реального места, а картина-мечта.
Свиток «Лесная пещера в Цзюйцюе» является самым известным произведением Ван Мэна, однако дата его создания неизвестна. На нём художник изобразил пещеру Линьу, расположенную в лесу недалеко от озера Тайху, а также горное ущелье, в низине которого течёт речка, а на склонах ютятся домики и терраски. На террасках можно видеть учёных, мирно предающихся книжным радостям, в то время как сам горный пейзаж словно бы живёт самостоятельной жизнью: он весь состоит из искривлённых напряжённых форм, которые перемежаются всполохами красной осенней листвы. Контраст между человеческим уютом и бурной стихией природы выражен здесь со всей силой. Этому способствуёт нервная и виртуозная работа кистью, богатое разнообразие мазков и применение охристых и красных тонов, создающих тонкую колористическую игру.

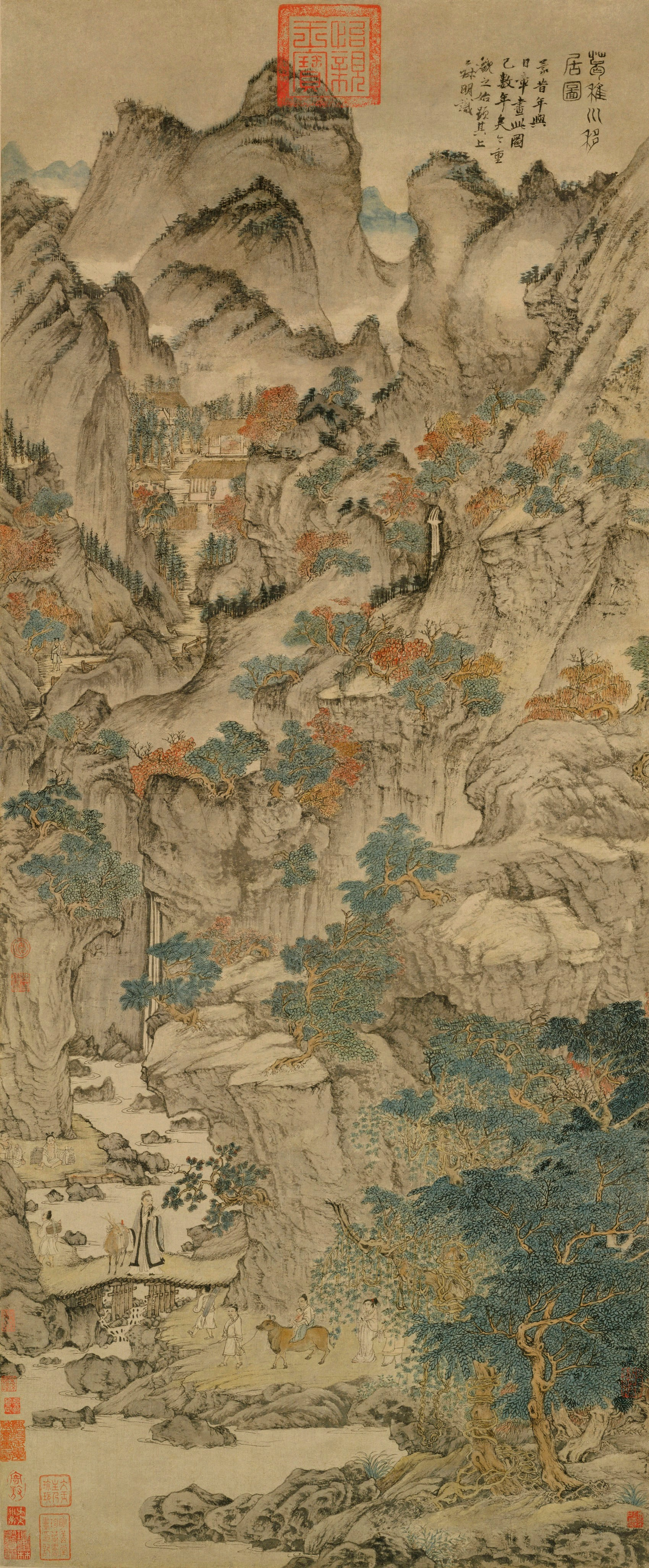
Ван Мэн. Гэ Чжичуань перевозит своё жилище. 1360-е гг. Гугун, Пекин.

Свиток Ван Мэна «Гэ Чжичуань перевозит своё жилище» не имеет даты, но из его стиля следует, что он создан приблизительно в то же время, что и «Жилище в горах Цинбянь», то есть в 1360-х годах. Из надписи Вана, сделанной несколькими годами позже, можно узнать, что картина написана для некоего Жичжана, возможно того же самого, для которого был создан прославленный свиток «Лесная пещера в Цзюйцюе». Полагают, что это был буддийский монах по имени Цзучэн Жичжан; почему Ван Мэн писал для него картины на даосские темы — неясно.
Гэ Чжичуань, он же Гэ Хун (283—343) был исторической личностью, автором раннего даосского алхимического трактата «Баопуцзы нейбянь», которого позднее включили в даосский пантеон бессмертных. «Перевозящий своё жилище», должно быть, отражает тот момент в его жизни, когда он во время своего путешествия на юг отправился в Гуанчжоу в поисках киновари, которая была ему нужна для очистки эликсира бессмертия. Для того, чтобы ему не помешал местный губернатор, Гэ Хуну пришлось взобраться на гору Лофу и приготовить эликсир там.
Долина с домиками, крытыми соломой, вверху слева, где слуги ожидают его прибытия, должно быть, представляют конечную цель его путешествия. Однако свиток очень напоминает те картины, на которых даосские бессмертные восходят на небеса со всем своим семейством. Даосский адепт конца третьего века н. э. Сюй Сунь, он же Сюй Цзинъян, был именно таким бессмертным, совершавшим восхождение на небо, и тематически похожие картины иногда принимают за его изображения. Если интерпретировать картину таким образом, то труднодоступную, окружённую горами долину следует считать образом вожделенного рая.
Семейство движется по переднему плану картины, в основном пешком, только жена и ребенок Гэ Хуна едут верхом на буйволе; сам же он стоит на мосту, обернувшись на них, держа одной рукой веер из перьев, а другую положив на оленя, который тащит связку свитков, вероятно, даосских священных текстов. Позади него на земле сидят два отдыхающих носильщика; за ними дорога исчезает и появляется вновь только далеко вверху, приводя в желанную долину. Подобно Шэну Моу, Ван Мэн использовал здесь приёмы великого пейзажного искусства Пяти Династий и Северной Сун, позволяющие глазу зрителя беспрепятственно двигаться сквозь череду пространств, в которые как в рамки вставлены эпизоды повествования. Весь строй картины Ван Мэн подчиняет этой цели: рисунок гор, деревьев, человеческих фигур отличается необычайной тонкостью; он использует сухие прямые мазки и избегает в работе кисти жеста и каллиграфичности, словом, всего, что может свидетельствовать о спонтанности. Высокое техническое мастерство этого свитка в некоторых отношениях превышаёт всё, что можно видеть в других работах Ван Мэна.

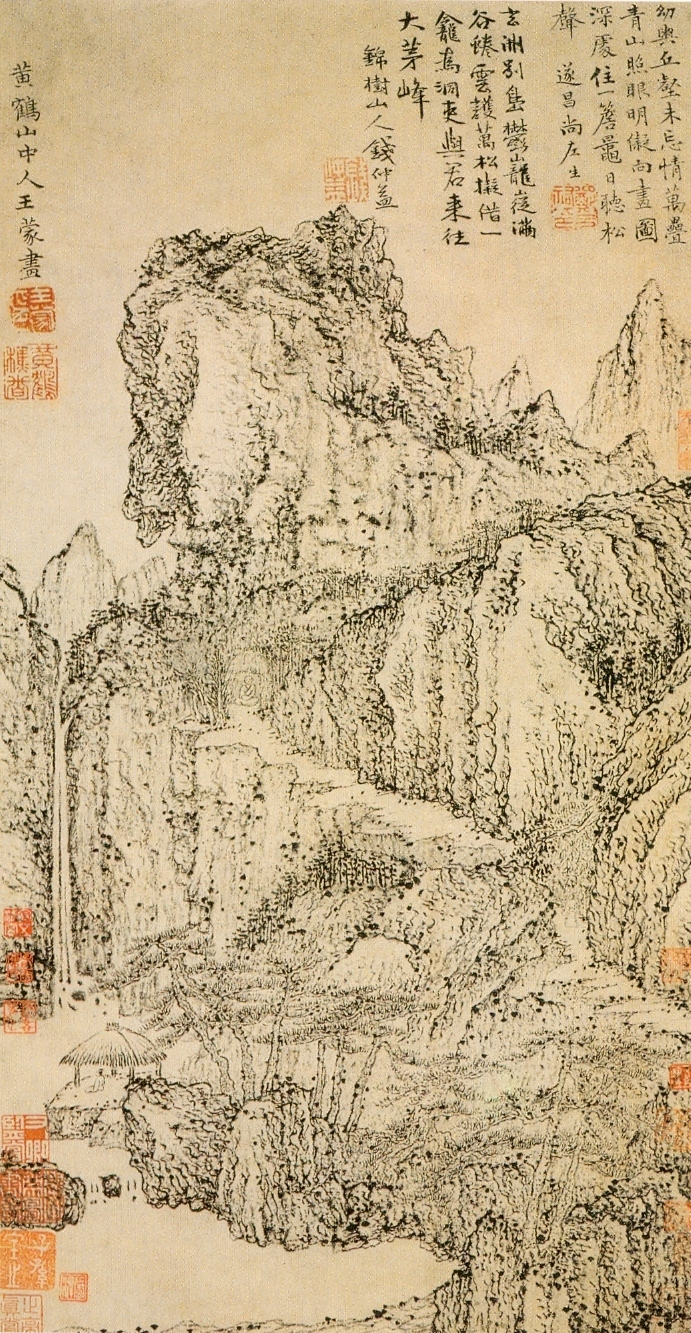
Ван Мэн. Пейзаж. Музей Шанхая.

Сильная увлечённость Ван Мэна изображением пространств и материальных форм, которые он употреблял как строительные элементы в никогда не повторявшихся комбинациях, присущи его лучшим творениям. Однако у Ван Мэна есть произведения совершенно иного рода. В свой поздний творческий период он увлекался экспериментами с более плоской разновидностью живописи, когда картина образовывалась из мазков кисти и клякс на поверхности бумаги. Радикальный экскурс в этом направлении сделан, например, на маленьком, нарисованном одной тушью на бумаге «Пейзаже» (Музей Шанхая). Ни короткая надпись Вана (только прозвище и автограф), ни поэмы, надписанные двумя современниками, ничего не сообщают об обстоятельствах, при которых была создана эта работа.
В случае с Ни Цзанем относительная раскованность и плоскостность его поздних работ, особенно изображения бамбука, приписывают необходимости в его преклонные годы слишком часто «расплачиваться по обязательствам», то есть оплачивать своими произведениями какие-то услуги или продукты. Один литератор его времени, Ся Вэньянь, писал, что эти поздние работы и его ранние произведения словно созданы разными людьми. Сходная ситуация могла породить подобную же тенденцию и в позднем творчестве Ван Мэна, хотя для художника такой величины это мог быть и чисто эстетический выбор. Какими бы ни были причины, но работа выполнена короткими сухими по большей части закрученными мазками туши, без размывов и богатой текстуры, столь характерных для Ван Мэна. Она вызывает в памяти тонкость и прозрачность картин Ни Цзаня, однако композиции Вана отличаются большей замкнутостью пространства, и отсутствием успокаивающих интервалов. На первый взгляд картина выглядит плоской и скучной, однако при разглядывании оригинала этой работы текстура, сотканная работой кисти, оказывается содержащей множество разных нюансов мазка и оттенков туши, которые делают её богаче и интереснее, чем это может показаться на репродукции.
Ван Мэн, продолжив традицию китайского пейзажа, трансформировал его, придав ему новое звучание и создав совершенно новый стиль, влияние которого распространилось на живопись Мин, Цин и даже на современный китайский пейзаж.